# Bonnie Rockwaller
Bonnie Rockwaller è un personaggio immaginario della serie animata statunitense Kim Possible.
È doppiata in lingua originale da Kirsten Storms e in italiano da Domitilla D'Amico.
Bonnie è la ragazza più popolare del liceo di Middleton, nonché rivale scolastica di Kim. Estremamente superba e competitiva, ella considera tutti gli altri studenti inferiori a lei, e non perde mai occasione per mettersi in competizione con la protagonista, sia dal punto di vista scolastico che subentrandole in qualità di capo della squadra delle cheerleader locali.
La personalità di Bonnie viene descritta dalle Bibi Robot come "Queen Bee" (Ape Regina).
Sebbene mostrata prevalentemente in chiave negativa, Bonnie è uno dei personaggi più apprezzati dai fan e compare in quasi tutti gli episodi della serie.

## Caratteristiche

### Personalità
Al pari di Kim, Bonnie è una ragazza forte con una grande passione per la moda e per il cheerleading, ha un carattere molto sicuro di sé ed una personalità provocatoria, acida e quasi aggressiva ma, a differenza della rivale, essa è a tratti viziata ed autoritaria, ed ha frequentemente un atteggiamento sgarbato e spesso villano. Di natura molto aggressiva, irascibile e competitiva; l'arrivare sempre dopo Kim l'ha resa estremamente acida, spocchiosa e prepotente non solo nei confronti della rivale ma verso tutti i compagni di scuola.
Parte del comportamento di Bonnie è tuttavia anche frutto delle continue umiliazioni che la ragazza subisce da parte delle sue due sorelle maggiori, le quali, maggiormente belle ed intelligenti, le fanno costantemente pesare ogni suo più piccolo sbaglio e la umiliano senza un'apparente ragione. La personalità abrasiva della ragazza è probabilmente anche la conseguenza dell'assenza di una figura paterna sin da quando era piccola.
Bonnie è inoltre piuttosto testarda, irascibile, scontrosa e talvolta infantile. Tali caratteristiche del suo carattere, che a tratti rispecchiano la protagonista; permettono spesso a Kim di comprendere i suoi errori riflettendosi in lei. Dunque, mentre Kim riesce, bene o male, a limitare o cercare di migliorare i suoi difetti caratteriali, in Bonnie sono portati all'estremo ed esasperati in una macchiettistica totale mancanza di umiltà.
Bonnie è vittima dell'influenza sociale e spesso critica gli altri riguardo al loro guardaroba o al loro aspetto e, talvolta si comporta come se la salvezza del mondo fosse secondaria agli impegni con le cheerleader.
Il sarcasmo che Bonnie riserva nei confronti di Kim è similare a quello di Shego, ma meno scherzoso e più brutale. Un'altra sostanziale differenza è che Shego prende in giro gli atteggiamenti infantili di Kim, mentre Bonnie, essendo anch'essa infantile, tende a prendere in giro Kim più spesso su questioni adolescenziali in cui Bonnie si dimostra superiore, come ad esempio l'incapacità di fidanzarsi con ragazzi attraenti o il non essere in grado di prendere la patente.
Nonostante il suo personaggio sia mostrato in una luce negativa e antipatica per la maggior parte della serie, in varie occasioni le sono stati attribuiti sentimenti umani e comportamenti più compassionevoli; che dimostrano come, nonostante la sua superficialità, Bonnie sia in realtà una ragazza fragile e dolce, la quale però cela queste caratteristiche e spesso si vergogna di mostrare i suoi sentimenti.

### Aspetto fisico
Bonnie è una ragazza affascinante, alta, slanciata e agile con i capelli castani lunghi fino alle spalle e due sottili occhi acquamarina. A riprova delle sue radici latine ha una carnagione olivastra; le sue labbra sono parecchio più grandi di quelle degli altri personaggi, inoltre è il solo personaggio della serie oltre a Ron ad avere un design prettamente curvilineo e non misto tra curve e spigoli.
Nel corso della serie, Bonnie indossa spesso la divisa da cheerleader viola e dorata, e solo raramente la si è vista indossare indumenti diversi. In tali occasioni mantiene comunque fede alle sfumature del suo colore preferito, indossando un abito elegante viola con cinta nera per gli eventi importanti o un crop top con minigonna abbinata rosa-porpora di giorno o in estate. 
Indossa spesso una fascetta per capelli viola, che verrà sostituita da una verde solamente nell'episodio in cui la sua versione adulta viene assunta da Shego.

## Biografia del personaggio

### Antefatti
Bonnie Rockwaller nasce a Middleton, 17 anni prima dell'inizio della serie, da una famiglia agiata di origini latino americane che si è trasferita più volte prima di stabilirsi a Middleton. Terzogenita della famiglia, ha due sorelle maggiori, Connie e Lonnie, che la maltrattano e la umiliano ogni giorno distruggendola psicologicamente. Di suo padre non si sa nulla, ma viene fatto intendere che sia divorziato dalla moglie o defunto, ad ogni modo non è presente nel nucleo familiare, mentre la madre, è un'altra fonte costante di umiliazione per la ragazza, sebbene ingenuamente e non per cattiveria.
A causa delle prepotenze subite tra le mura domestiche e della disastrosa vita familiare, Bonnie sviluppa negli anni la tendenza a mostrarsi sempre migliore degli altri all'esterno, di modo da avere qualcuno su cui sfogare la sua frustrazione.
Bonnie conosce Kim all'incirca durante le scuole medie, dove le affibbia il soprannome "denti di latta" (Tin teeth) a causa dell'apparecchio dentale che portava all'epoca. La rivalità tra le due inizia dopo che Bonnie diviene capo della squadra delle cheerleader e la rossa sostiene il provino per entrarvi dimostrandosi immediatamente più capace di qualsiasi altra componente e, nel giro di poco tempo, scalzandola come capitano.

### Nella serie
Dopo che Kim inizia la sua carriera di eroina, Bonnie mantiene verso di lei un carattere superbo e di sfida, non perdendo occasione per metterla in imbarazzo o competere con lei. Da un certo punto di vista, Bonnie diviene per la ragazza il "male" al liceo, mentre i vari altri avversari affrontati lo sono nel mondo reale.
Nel corso della serie, Bonnie ha numerose relazioni, tuttavia infine si fidanza ufficialmente con Brick Flagg, il quarterback della squadra di football del liceo. Dopo che questi incomincia a frequentare il college, la lascia poiché stanco dei suoi comportamenti acidi.
L'evento porta la ragazza ad una crisi interiore ed in suo soccorso giunge proprio la storica rivale Kim Possible, che si offre di aiutarla a trovare un nuovo ragazzo. Dopo aver accompagnato Kim a Venezia per una missione di soccorso volta a ritrovare un genio del computer scomparso, Bonnie conosce Junior, artefice del rapimento. Tra l'inetto ereditiero e la spocchiosa cheerleader scocca la scintilla e i due diventano dunque una coppia.

### Epilogo
Nell'ultimo episodio, alla consegna dei diplomi, Bonnie viene costretta a frequentare i corsi estivi per aver saltato l'ultima settimana di scuola ed essersi quindi persa un esame a sorpresa del preside Barkin.
Infuriata, la ragazza si consola tra le braccia di Junior. Viene rivelato che la coppia costituita dai due è destinata a durare nel tempo.

## Abilità
Bonnie è dotata di una grande intelligenza analitica ed organizzativa, tale per cui si rivela più volte essere un'ottima leader ed una eccellente manipolatrice. A differenza di Kim, che è più portata nelle materie umanistiche, Bonnie consegue risultati migliori nelle materie analitiche come la fisica e la psicologia. Ha un talento straordinario per provocare le persone e premere i pulsanti giusti; è un'ottima simulatrice e dimostra una capacità di concentrazione fuori dal comune quando vuole raggiungere a tutti i costi un obiettivo.
È una ginnasta atletica quanto Kim e presenta all'incirca la stessa capacità di riflessi e coordinazione ma nel suo caso, anziché vertere al combattimento, le sue competenze sono più dedite alla danza e al movimento aggraziato. Tuttavia in un paio di episodi, trovandosi a combattere fianco a fianco della rivale contro il Professor Dementor e Gill, Bonnie ha dimostrato di essere perfettamente in grado di tenere il passo con essa e di saper sostenere un combattimento corpo a corpo.
Possiede inoltre un talento innato da automobilista: durante il corso di guida del liceo di Middleton ha infatti dimostrato di essere perfettamente in grado di compiere il percorso senza necessità di concentrazione ed ottenendo risultati eccellenti, maggiori perfino di quelli della rivale.

## Altre versioni
- Durante la seconda parte dell'episodio speciale Viaggio nel tempo (A Sitch in Time) viene presentata la versione preadolescenziale di Bonnie, il design del personaggio è più esile nelle forme del corpo, livellandone le curve dei fianchi e del petto al fine di rappresentarne l'età pre-puberale. Il design del suo viso è pressoché invariato, salvo che per i capelli più lunghi e raccolti in una coda di cavallo.
- Durante la terza parte dell'episodio speciale Viaggio nel tempo (A Sitch in Time) viene presentata la versione adulta di Bonnie: nel futuro distopico governato da Shego, essa è diventata un'insegnante del liceo di Middleton, ribattezzata Shegoton, ed istruisce i suoi alunni alle dottrine dell'Essere Supremo, ovvero la dittatrice. Essa è rappresentata in maniera decisamente più formosa e coi capelli molto più lunghi e lisci; indossa l'abito tradizionale dei sudditi dell'Essere Supremo ed un cerchietto per capelli verde.
In questa versione il personaggio è doppiato in originale da Kelly Ripa, mentre in italiano mantiene la stessa voce.